# ディズニー ツイステッドテール
ディズニーツイステッドテールはウォルト・ディズニー・アニメーション・スタジオ長編作品に基づいて作られた可能性の世界を描写した、ヤングアダルト向けの小説シリーズ。2015年よりアメリカ合衆国にて刊行され、累計発行部数は230万部を超えた。当シリーズではディズニー・ヴィランズが優勢な世界観が描写される。